# Harphius

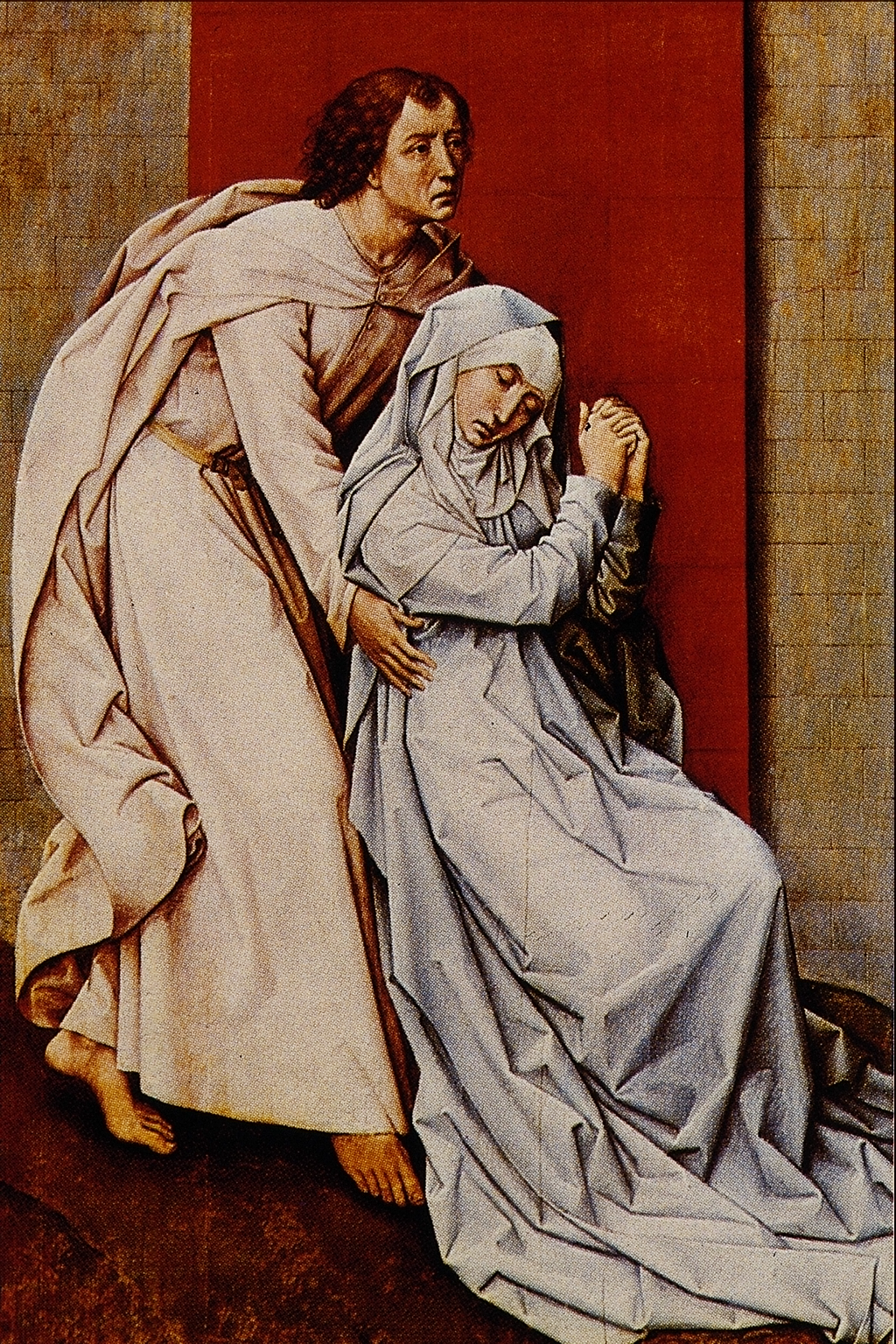
Scène mystique chez un contemporain d'Harphius : Roger van der Weyden.

Henri de Herp ou Henri Herp (Arp, Erp, Herpff, Harpius, Herpius, Cithareodus) est un franciscain flamand plus connu sous le nom latin de Harphius. Il est né au début du XVe siècle à Erp (Pays-Bas), et mort le 13 juillet ou le 22 février 1477 à Malines (Belgique actuelle), soit dans les Pays-Bas bourguignons. 
Ce franciscain de l'Observance est un auteur spirituel de transition. Il a cherché à opérer une synthèse entre la théologie et la mystique, en situant son enseignement à la croisée entre tradition franciscaine et Mystique rhénane. Bénéficiant de l'invention de l'imprimerie, son œuvre, largement diffusée, a influencé les générations suivantes, à savoir les mystiques espagnols du XVIe siècle, mais plus encore l'École française de spiritualité du XVIIe siècle.

## Biographie

### De la Devotio moderna...

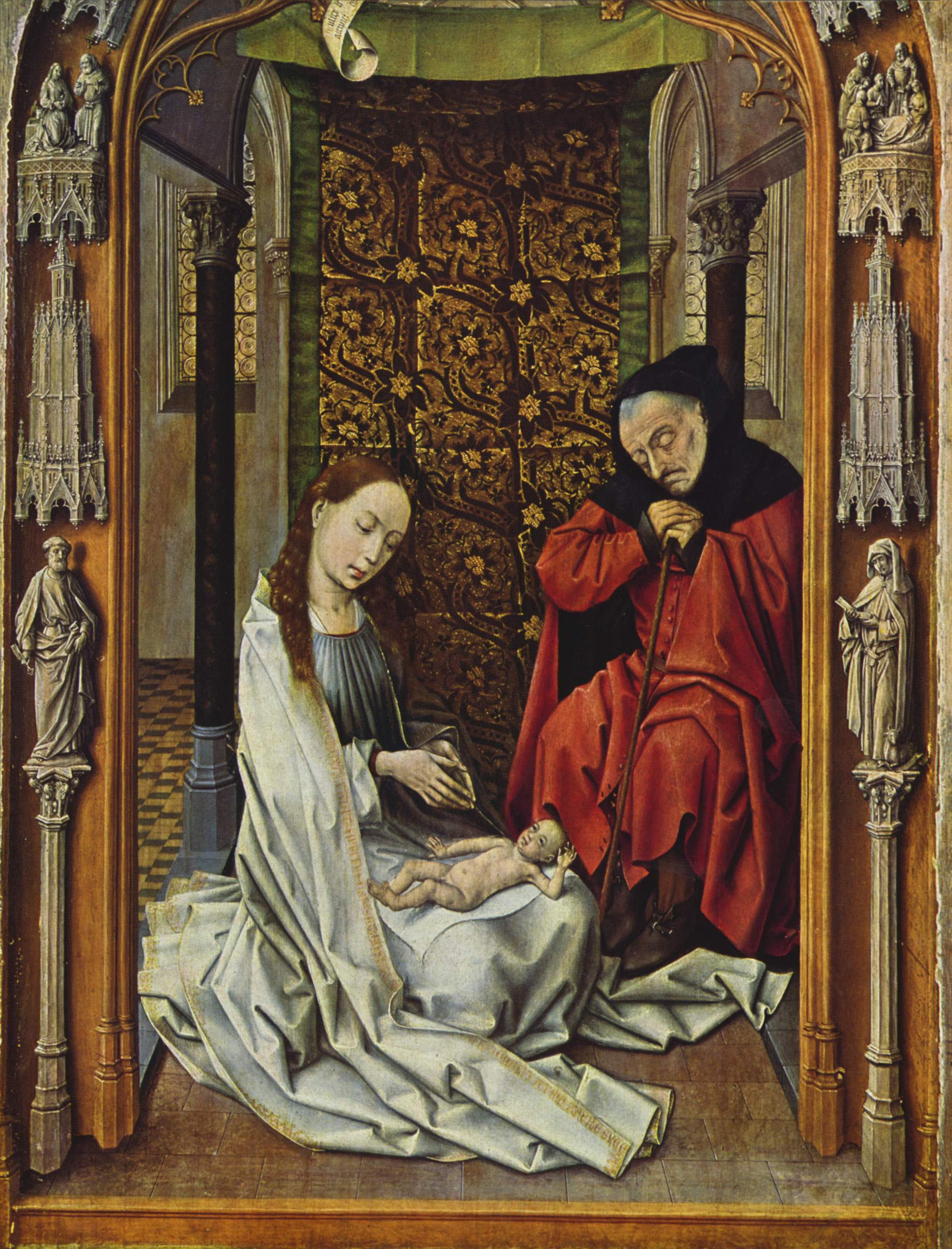
Le monde clos de la Devotio moderna (Roger van der Weyden)

Henri est probablement né au début du XVe siècle, à Erp, dans les Pays-Bas septentrionaux. On ignore si « Herp » désigne son nom de famille ou son lieu d'origine (même si cette deuxième hypothèse semble plus conforme aux usages médiévaux et franciscains). On ne sait rien non plus de ses années de formation, et il faut attendre 1445 pour le trouver à Delft, où il est recteur d'une communauté de Frères de la vie commune, une congrégation hollandaise liée à la Devotio moderna. En 1447, c'est à Gouda qu'il remplit la fonction de recteur à la Maison Saint-Paul, dont il a assuré la reprise, et où il organise des conférences religieuses, sa congrégation étant très attachée à stimuler efficacement la vie intérieure des laïcs. Trois ans plus tard, lors d'un pèlerinage à Rome, il est à ce point impressionné par le renouveau spirituel dont font preuve les franciscains du couvent de l'Aracoeli, qu'il demande à être admis dans leur communauté. Peut-être était-il déjà entré en contact avec certains membres de cette congrégation, dite de l'Observance, établis à Gouda. Toujours est-il qu'il décide d'entrer dans l'Observance franciscaine, sans doute pour renouer avec une forme de vie plus contemplative.

### ...A l'Observance franciscaine
C'est ainsi qu'il devient gardien (= supérieur) du couvent de l'Observance de Malines en 1454, puis à Anvers, de 1460 à 1462. Après avoir fondé une maison à Boetendael (près de Bruxelles), il est élu vicaire provincial de 1470 à 1473. Sous son impulsion, de nouvelles communautés voient le jour à Herenthals, Amersford, Bolsward et Leeuwarden. Ayant été nommé pour la troisième fois gardien du couvent de Malines en 1473, il y meurt, le 13 juillet ou le 22 février 1477. Il est enterré dans l'église du couvent. Mort en odeur de sainteté, il laisse un grand renom de prédicateur auprès des religieux, des religieuses et des laïcs; mais également une œuvre mystique abondante qui puise principalement son inspiration dans l'enseignement de Jan van Ruusbroec, d'où le surnom de « Héraut de Ruusbroec » souvent donné à Harphius. Publiée en 1538 par les chartreux de Cologne, sa Theologia mystica est devenue très rapidement un modèle du genre, en particulier dans l'ordre franciscain.

## Spiritualité

### Redéfinition de la mystique

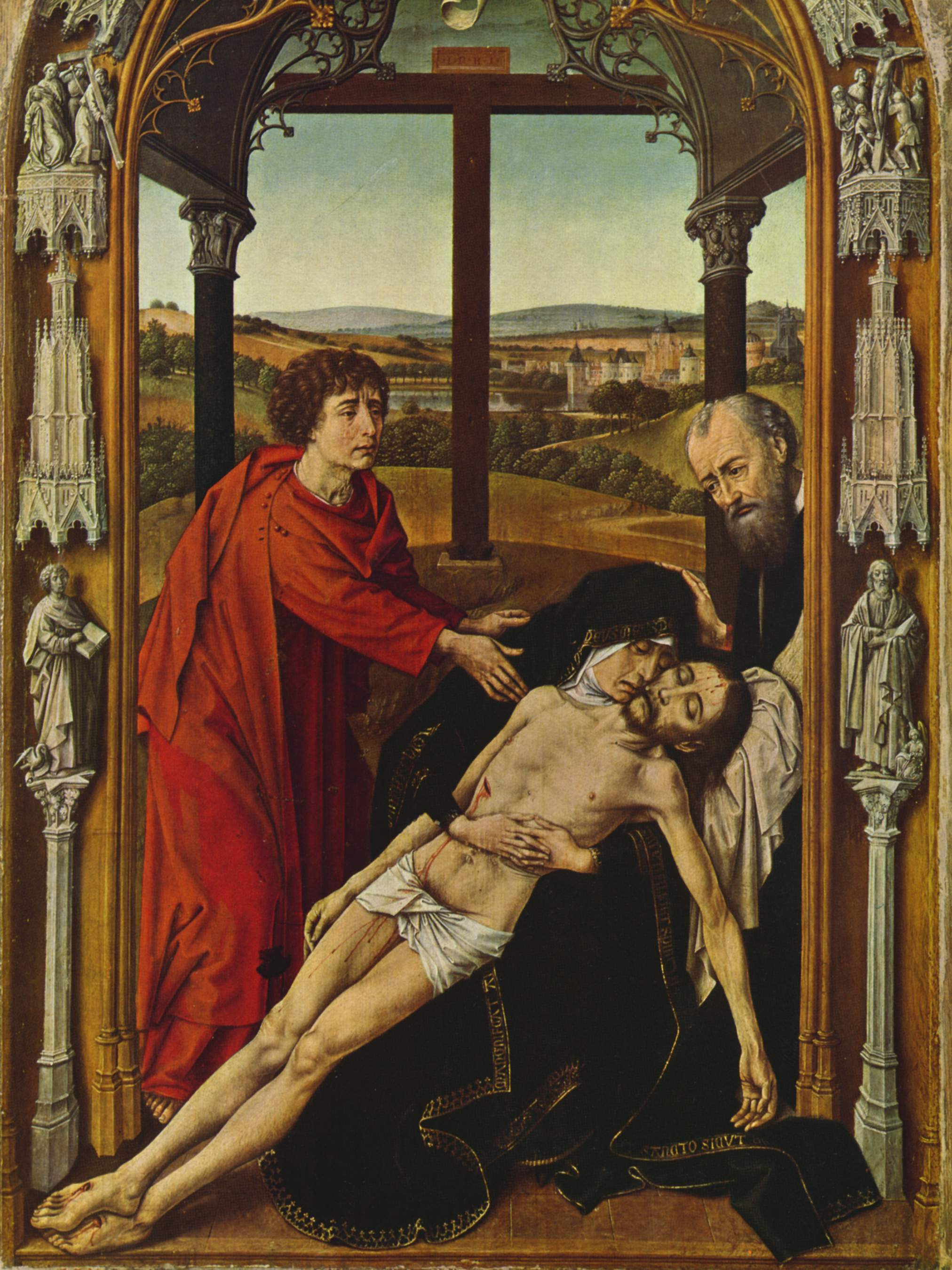
La spiritualité franciscaine, marquée par la Passion du Christ (Roger van der Weyden)

Le XVe siècle constitue, pour la mystique, une époque de réévaluation, voire de refondation. Jusqu'à la fin du XIVe siècle, ce que l'on appelait la vie contemplative, n'était pas théoriquement détachée de la théologie. Avec la Devotio moderna, cependant, on constate une rupture entre spiritualité, phénomène extatique et réflexion théologique. De son côté, le nominalisme, qui a envahi la philosophie et la théologie, tend à distinguer soigneusement ce qui dépend de la nature et ce qui relève du surnaturel. C'est pourquoi des universitaires comme Pierre d'Ailly et Jean Gerson vont s'employer à définir la mystique - qui devient, à cette époque, un substantif - en insistant sur son caractère expérimental et en mettant en évidence les éléments et les conditions psychologiques permettant de discerner son authenticité. L'œuvre d'Harphius doit être resituée dans ce mouvement.

### Essai de synthèse
Harphius s'emploie à synthétiser une spiritualité affective, héritée de la tradition franciscaine de saint Bonaventure, et l'enseignement plus abstrait de Jan van Ruusbroec, dont il compile les œuvres et vulgarise certains concepts, comme celui de l'introversion : retour à l'intérieur de l'âme, où Dieu réside. Dans le Miroir de perfection (dont l'original néerlandais a été conservé), il transpose les trois voies mystiques (purgative, illuminative et unitive) enseignées par le Pseudo-Denys et reprises par Bonaventure, dans une formule devenue classique : vie active, vie contemplative et vie suréminente ou suressentielle, dont le sommet consiste, dès ici-bas, en une visio immediata beatifica. Si la doctrine de Harphius reste très marquée par la mystique rhénane, elle va toutefois offrir aux spirituels une certaine conceptualisation terminologique de leur expérience, sans que les théologiens soient, en retour, mieux en mesure de saisir la démarche des contemplatifs. 

### Postérité baroque
Les ouvrages d'Harphius vont bénéficier des débuts de l'imprimerie dans les Pays-Bas bourguignons, passés sous domination espagnole. Avec l'avènement de Charles Quint, des auteurs belges sont traduits et diffusés dans l'empire. Si le premier disciple d'Harphius est, au début du XVIe siècle, son compatriote Louis de Blois-Châtillon, dont l'œuvre sera lue par Thérèse d'Avila, il se trouvera, parmi les conseillers de celle-ci, certains franciscains de l'Observance, un Francisco de Osuna ou un Pierre d'Alcantara, qui ont pu apprécier l'œuvre de leur confrère flamand, ne fût-ce que par l'importance qu'ils accordent à la méthode d'oraison. Harphius influence directement Bernardino de Laredo et Louis de Grenade, mais il ne paraît pas avoir été lu par Jean de la Croix : il est vrai qu'à l'époque de celui-ci, les mystiques rhéno-flamands sont assimilés aux alumbrados, illuminés hérétiques. Par contre, en France, Henri III, à la fin du XVIe siècle, encourage la publication des spirituels « nordiques » comme Harphius. Au XVIIe siècle, la pensée de celui-ci inspire traditionnellement les capucins Benoît de Canfield, Laurent de Paris, Constantin de Barbanson ou Jean-Evangéliste de Bois-le-Duc, mais aussi Bérulle, l'un des chefs de file de l'École française de spiritualité.

## Analyse duMiroir de perfection

### Texte et ses trois versions
Seul livre d'Harphius rédigé en moyen-néerlandais (thiois), le Miroir de perfection aurait été destiné à une veuve dont l'auteur assurait la direction spirituelle. Comme le plus ancien manuscrit date de 1462 et que le texte fait référence aux quatre premiers ouvrages d'Harphius, on pense qu'il a dû être écrit entre 1455 et 1460, avant d'être imprimé pour la première fois à Mayence, en 1475. Entre les manuscrits les plus anciens et l'impression, on observe uniquement des corrections stylistiques, probablement de la main de l'auteur; c'est à partir de la version imprimée que Pierre Bloomeven ou Blomevenna (1466-1536), prieur de la chartreuse de Cologne, réalisa la traduction en latin. En revanche, deux manuscrits de la fin du XVe siècle présentent un prologue raccourci et des variantes assez graves; c'est à peu près sous cette forme que l'œuvre sera connue en Italie, au Portugal et en Espagne au XVIe siècle. Il convient d'ajouter qu'en 1538, le chartreux Thierry Loher a fait paraître un recueil des principaux ouvrages d'Harphius, sous le titre de Theologia mystica : il sera imprimé à plusieurs reprises, avant d'être amendé à Rome par le Saint-Office, et publié avec les corrections en 1568.

### Mystique scotiste
Le Speculum perfectionis a pour point de départ une sorte de scotisme mystique. Sans rejeter la thèse anselmienne du motif de l'Incarnation, Harphius part de l'idée, développée par Jean Duns Scot, selon laquelle Dieu, voulant être aimé aussi à l'extérieur de lui-même, a créé le monde pour y susciter un être capable de répondre le plus adéquatement possible à son amour : cet homme sera Jésus Christ, uni hypostatiquement au Verbe divin (théorie de l'Assumptus homo, présentée au XIIIe siècle par Alexandre de Halès, et reprise à l'époque contemporaine par Déodat de Basly). Or, pour Harphius, cette élévation de la nature humaine dans l'union hypostatique constitue une réalité de grâce à laquelle les chrétiens, voire l'humanité, participent par leur incorporation dans le Christ. C'est pourquoi il voit en elle le fondement de la vie contemplative et de l'union mystique. Cette grâce de l'union hypostatique, l'auteur ne l'explique pas seulement par la thèse scripturaire de l'adoption filiale, mais encore, à la suite de Ruusbroec, par l'idée dyonisienne de l'âme considérée comme une émanation de Dieu, qu'il complète par l'affirmation augustinienne de l'empreinte trinitaire formée par l'intelligence, la volonté et la mémoire. Du sommet de l'âme, la grâce se répand donc dans ces trois puissances, mais Harphius ne considère pas, comme l'aurait fait Eckhart, que ce sommet est un élément incréé; il insiste plutôt sur le fait que l'âme connaît ainsi une vie à la fois humaine et divine : plus qu'à une imitation du Christ (thème de la Devotio moderna), c'est à une incorporation spirituelle que le chrétien est appelé, et celle-ci est l'œuvre de l'Esprit, agissant dans l'Église, Corps mystique uni par la charité.

### Introversion en trois étapes
Cette incorporation au Christ se réalise via un mouvement d'abnégation et d'introversion, en trois étapes : après Ruusbroec, Harphius distingue la vie active, où l'on se fait le serviteur désintéressé de Dieu, la vie contemplative, où l'on devient son ami, et enfin la vie dite suressentielle, où l'on devient son fils. Marquée par l'ascétisme moral, la vie active se concentre sur la méditation (fins dernières, regret des péchés, Passion du Christ), et l'aspect méthodique conféré par l'auteur à cette dernière, prépare la forme pédagogique et discursive qu'elle empruntera au XVIe siècle, particulièrement dans la Mystique franciscaine espagnole. une fois intensifié l'amour que l'âme porte à Dieu pour lui-même, on passe à la deuxième étape, celle de la contemplation : introversion et abnégation s'y radicalisent, au point de supprimer l'image des choses créées, mais non pas toutes, car contrairement à Ruusbroec ou saint Jean de la Croix, Harphius entend conserver l'image de celles qui excitent à rendre grâce à Dieu, à le louer, aimer et imiter selon son humanité. Cette fidélité à l'affectivité franciscaine se retrouve également dans la technique des aspirations, qui vient remplacer la méditation. Sortes d'oraisons jaculatoires, les aspirations sont en effet censées faire prévaloir l'affection sur la connaissance : provenant d'Hugues de Balma, elles se populariseront à partir de saint François de Sales. Chez Harphius, elles amènent à l'union avec le Saint-Esprit, amour divin qui unifie les puissances de l'âme par absorption en Dieu. À cette troisième étape, l'auteur analyse les sept dons de l'Esprit et les grâces mystiques extraordinaires, mais aussi les épreuves qui balisent tout itinéraire mystique. Ainsi, après la perte de la volonté propre, l'âme doit encore subir une préparation essentielle, à savoir l'information directe par Dieu de la volonté, de l'intelligence et de la mémoire, pour être unie à Dieu dans son essence, ce qui représente le sommet de l'itinéraire mystique. Dans cette vie suressentielle (l'édition de 1586 parlera de surémiente, adjectif que reprendra Canfield), l'âme peut s'adonner indifféremment à l'action et à la contemplation (ce qui correspond, chez Ruusbroec, au concept de vie commune), et même contempler Dieu, dans une anticipation de la vision béatifique, accompagnée du lumen gloriae que le thomisme associe à la béatitude eschatologique. Sans doute cette affirmation originale vient-elle compenser l'absence, dans le système, d'une rencontre entre l'âme et son archétype divin, qui constituait, chez Ruusbroec, l'accomplissement de l'union mystique. De fait, tout en s'inspirant fidèlement de Ruusbroec, Harphius tend à supprimer les éléments platoniciens, et de ceux-ci ne retient essentiellement que la ténèbre dionysienne.

### Œuvres d'Harphius

Une lecture spirituelle au XVe siècle (Roger van der Weyden)

- Speculum aureaum de praeceptis divinae legis (Le miroir d'or des préceptes de la loi divine) : 212 sermons portant sur les Dix Commandements.
- Sermones de tempore, de sanctis, de tribus partibus paenitentiae (Sermons pour le temps ordinaire, les fêtes de saints et les trois périodes de pénitence) : 222 sermons.
- De processu humani profectus (Du développement du progrès humain) : 21 sermons.
- Spieghel der volkomenheit (Miroir de perfection) : une introduction en 12 chapitres sur la mortification; une première partie en 11 chapitres sur la vie active; une deuxième en 32 chapitres sur la vie contemplative; une troisième en 8 chapitres sur la vie suressentielle ou suréminente.
- Theologia mystica (Théologie mystique) : œuvres rassemblées et publiées après sa mort, comprenant

1. Soliloquium divini amoris (Le soliloque de l'amour divin) : 140 chapitres;
2. Directorium contemplativorum (Le directoire des contemplatifs) : 65 chapitres;
3. Collationes brevissimae (Brèves conférences) : 3 pièces;
4. Eden seu Paradisius contemplativorum (L'Eden ou le Paradis des contemplatifs) : 30 chapitres;
5. Scala amoris novem scalaribus distincta gradibus (L'échelle de l'amour divisée en neuf échelons) : 9 sermons.

### Études sur Harphius
- G. Epiney-Burgard, Henri Herp : de la Dévotion moderne à l'Observance franciscaine, in Publications du Centre Européen d'Études bourguignonnes, vol. 29, 1989, p. 89-96.
- L. Mees, A. Houbaert, B. De Troeyer, E. Gullick, O. de Veghel, Henri de Herp, in Dictionnaire de spiritualité ascétique et mystique, tome VII, 1re partie, Paris, Beauchesne, 1969, p. 346-366.